# Kryteria podobieństwa
Kryteria podobieństwa modeli doświadczalnych zjawisk lub układów fizycznych, to uzyskane dzięki analizie ich modeli matematycznych zasady pozwalające ustalić czy opisywane zjawisko oraz jego doświadczalna realizacja w sytuacji modelowej mogą być uważane za tożsame. Innymi słowy badamy małą kopię układu (model samolotu w tunelu aerodynamicznym, rozpiętość skrzydeł 1 m), a chcemy wyciągać wnioski na temat zachowania się dużego obiektu (prawdziwy samolot, rozpiętość skrzydeł 120 m). Okazuje się, że pomiędzy takimi układami nie zachodzi prosta zależność polegająca na pomnożeniu wyników pomiarów, np. prędkości gazów razy skala modelu.
Badanie rzeczywistych i skomplikowanych zjawisk czy układów możliwe jest jedynie w pewnym ograniczonym zakresie. Trudno sobie wyobrazić możliwość czysto teoretycznego lub numerycznego opisu przepływu w tak skomplikowanym układzie jak na przykład zapora wodna czy jumbo-jet. Konieczne jest wówczas wykonanie modelu i pomiar w kontrolowanym środowisku laboratoryjnym zachowania się układu, prędkości przepływów, naprężeń itp. Oczywiste jest, że tak analizowane modele są znacznie mniejsze niż ich planowane rzeczywiste odpowiedniki. Kryteria podobieństwa pozwalają ocenić na ile i w jakim zakresie zachowanie takiego modelowego układu odpowiada układowi rzeczywistemu. Kryteria podobieństwa określają zatem w jaki sposób możliwe jest odniesienie wyników obserwacji zwykle niewielkich układów modelowych do analizy układów rzeczywistych.
Istnienie nietrywialnych kryteriów podobieństwa dotyczy układów nieliniowych (w układach liniowych zachodzi liniowe skalowanie i kryteria podobieństwa stają się trywialne), o skomplikowanych równaniach niedopuszczających zwykle rozwiązania w sposób analityczny a nawet numeryczny. Dotyczy to zwłaszcza problemów mechaniki płynów.

## Analiza wymiarowa
Typowym narzędziem pozwalającym uzyskiwać kryteria podobieństwa jest analiza wymiarowa. Postępowanie to polega na takim przedstawieniu równań opisujących zjawisko, aby wszystkie wielkości w nim występujące wyrazić w sposób bezwymiarowy, niemianowany. Zatem na przykład jeśli w układzie występuje prędkość v to przedstawiamy ją jako iloczyn bezwymiarowej wielkości w, i prędkości reprezentatywnej, typowej bądź średniej v0. Tym samym wprowadzamy w równanie następującą zależność v = v0*w. Postępując  podobnie z innymi mianowanymi wielkościami i grupując odpowiednio wyrazy uzyskujemy równania które zawierają bezwymiarowe pola takie jak w, oraz pewną liczbę bezwymiarowych stałych, takich jak liczba Reynoldsa, (Re) czy liczba Macha, (M). Wielkości bezwymiarowe takie jak w, mają czysto matematyczne znaczenie, zaś dwa układy o zupełnie różnych wymiarach przestrzennych czy różniące się charakterystykami jak np. prędkościami typowymi v0 z powyższego przykładu, są opisywane przez te same równania, jeśli czynniki bezwymiarowe, jak liczba Reynoldsa są identyczne bądź zbliżone. Ich równość stanowi kryterium podobieństwa układów.

## Zastosowania
Przykładem kryteriów podobieństwa jest analiza przepływu płynów, w areodynamice czy hydrodynamice. 
Potrzeba analizy modelowych doświadczeń w tunelach aerodynamicznych lub w modelach hydrodynamicznych np. zapór czy jazów, wymaga ustalenia w jakich warunkach przepływ w takim modelowym układzie odpowiada przepływowi w układzie rzeczywistym. 
Jak się okazuje, z analizy wymiarowej wynika, że aby uzyskać przepływy podobne dla cieczy niesciśliwych, muszą one charakteryzować się tę samą wartością liczby Reynoldsa Re. 
Dla cieczy sciśliwych a więc w aerodynamice, liczba podobnych kryteriów jest znacznie większa i obejmuje obok liczby Reynoldsa także liczby Macha, Prandtla, Strouhala i inne.